# Angrebet i det Indiske ocean
Angrebet i det Indiske ocean var et stort anlagt japansk angreb på allierede, dvs. britiske baser i det Indiske ocean under Stillehavskrigen i 2. verdenskrig. Det havde dæknavnet Operation C og foregik mellem 1. og 9. april 1942.

## Udgangssituationen
Efter Singapores Fald, ødelæggelsen af Force Z og nedkæmpelsen af ABDA-Flåden i Slaget i Javahavet havde den britiske militære ledelse på Ceylon etableret et nyt hovedkvarter under admiral Geoffrey Layton hvortil den britiske fjernøstflåde var henført. Den var etableret i marts på Andamanerne af resterne af ABDA-flåden foruden andre tilførte enheder under kommando af admiral Sir James Somerville, der tidligere havde haft kommandoen over Force H. Den japanske ledelse besluttede sig til at ødelægge denne styrke i en stort anlagt operation, hvor den hurtige hangarskibsflåde (Kidō Butai) og 1. marineluftflåde under Chuichi Nagumo blev indsat.
Den 2. japanske flåde under viceadmiral Nobutake Kondō afsejlede den 26. marts fra flådebasen Kendari på Celebes med kurs mod det Indiske ocean. Til den hørte de fem hangarskibe Akagi, Hiryū, Sōryū, Shōkaku og Zuikaku, slagskibene Hiei, Haruna, Kirishima og Kongō. Andre eskorteenheder var de svære krydsere Chikuma og Tone og den lette krydser Abukuma samt destroyerne Akigumo, Arare, Hamakaze, Isokaze, Kagero, Kasumi, Shiranuhi, Tanikaze og Urakaze.
En anden flåde under viceadmiral Jisaburō Ozawa med det langsomme hangarskib Ryūjō, de svære krydsere Chōkai, Kumano, Mikuma, Mogami og Suzuya, den lette krydser Yura og destroyerne Fubuki, Hatsuyuki, Murakumo og Shirayuki forlod farvandet syd for Java med kurs mod Mergui i Burma. Denne enhed havde ordre til at gennemføre et fremstød i den Bengalske bugt og angribe handelsskibe og byer ved den indiske kyst. 
Desuden sejlede den 27. marts seks japanske ubåde fra Penang for at gå i stilling ud for den indiske vestkyst.
Den 29. marts blev Somerville på Andamanerne underrettet om at den japanske flåde var på vej. Det fik ham til at trække sine skibe tilbage til en position syd for Ceylon og dele dem i to grupper.
Gruppe 1 bestod af hangarskibene HMS Indomitable og HMS Formidable, slagskibet HMS Warspite, krydserne HMS Cornwall, HMS Dorsetshire, HMS Enterprise og HMS Emerald, og destroyerne HMS Foxhound, HMS Hotspur, HMAS Napier, HMAS Nestor, HMS Paladin og HMS Panther.
Gruppe 2 bestod af slagskibene HMS Ramillies, HMS Resolution, HMS Revenge og HMS Royal Sovereign, hangarskibet HMS Hermes, krydserne HMS Caledon, HMS Dragon og Hr. Ms. Jacob van Heemskerck samt destroyerne HMS Arrow, HMS Decoy, HMS Fortune, HMS Griffin, Hr. Ms. Isaac Sweers, HMAS Norman, HMS Scout og HMAS Vampire.
Begge grupper krydsede indtil 2. april omkring syd for Ceylon, men kunne ikke finde de fjendtlige enheder. Efterfølgende sejlede hovedparten af flåden til Addu-atollen i Maldiverne for at tanke olie. Hertil ankom de den 4. april. Somerville beordrede herefter de artillerimæssigt stærkeste krydsere HMS Cornwall og HMS Dorsetshire tilbage til Colombo og HMS Hermes og HMAS Vampire til Trincomalee.
Den 4. april opdagede en Catalina PBY flyvebåd fra Ceylon den sydgående japanske hovedstyrke ca. 400 sømil syd for Ceylon. Japanerne opsendte seks Zero-jagere fra hangarskibet Hiryu og nedskød Catalinaen. Meldingen var imidlertid allerede gået til Colombo, så Somerville befalede straks alle tilstedeværende enheder til at slutte sig til Gruppe 1. Kort efter midnat den 5. april afsejlede Gruppe 1 fra havnen på Addu-atollen. Gruppe 2 fulgte efter om morgenen den følgende dag.

## Angrebet på Colombo
En yderligere Catalina, som var startet tidligt om morgenen den 5. april gav de allierede meddelelse om de japanske hangarskibes aktuelle position, som nu var 300 sømil mod syd. Nogenlunde samtidig startede de første fly fra Akagi med kurs mod Ceylon. Viceadmiral Nagumo sendte 53 Aichi D3A styrtbombefly, 36 Nakajima B5N2 torpedofly og 36 Zero-jagere til angreb mod Colombo. 
To britiske Hurricane-rekognosceringsfly orienterede om morgenen basen om den aktuelle vejrsituation. 80 % af Ceylon var indhyllet i uvejrsskyer, som kun langsomt forsvandt. Desuden vidste briterne ikke meget om de japanske flys rækkevidde, og undervurderede den betragteligt. Der ventedes således først et angreb mod øen den følgende dag.  
Ratmalana-flyvepladsen ved Colombo var udstyret med et lille radaranlæg, som hovedkvarteret kunne styre og anvende i de aktuelle operationer. Om det skyldtes normal søndagsdrift eller afløsning af betjeningsmandskabet fandt man aldrig ud af, men hele radarsystemet var ubemandet da det japanske angreb blev sat ind.
Af alle disse årsager blev briterne yderst overraskede, da de japanske luftangreb startede omkring kl. 7:50. Det lykkedes dem ganske vist at starte egne maskiner fra Ratmalana-flyvepladsen, men det lykkedes dem kun at nedskyde 7 japanske fly. Selv mistede de i luftkamp 19 Hurricanes, 1 Fulmar og 6 Swordfish. De britiske maskiner var de japanske langt underlegne i manøvredygtighed og bevæbning. Desuden havde Hurricane-flyene ingen sporlysammunition om bord, da nogle ammunitionsbælter eksploderede i varmen og derfor var blevet udskiftet.  
Byen Colombo blev hårdt ramt under dette angreb. Især havnen blev stærkt beskadiget. Destroyeren HMS Tenedos og hjælpekrydseren Hector, som lå i havnen blev sænket.
Omkring middag blev de to britiske krydsere HMS Cornwall og HMS Dorsetshire observeret af et japansk rekognosceringsfly 200 sømil sydvest for Ceylon. De blev derefter omgående angrebet af 80 styrtbombefly fra hangarskibe. De første bomber faldt omkring kl. 13:30. HMS Dorsetshire sank blot 8 minutter efter den første træffer. 500 søfolk nåede at springe i vandet, men for 234 var al hjælp forgæves. Fra den synkende HMS Cornwall lykkedes det ca. 1.000 søfolk at springe i vandet- 200 omkom. De overlevende blev senere taget om bord på HMS Enterprise og to destroyere.
De japanske rekognosceringsfly søgte hele dagen efter de resterende britiske skibe, men selv om afstanden kun var omkring 200 sømil lykkedes det dem ikke at opspore skibene, da de havde trukket sig bort mod sydvest. Den 6. april fik Somerville ordre om at trække sig tilbage til Kilindini i Kenya. Han sendte den langsommere Gruppe 2 i forvejen og blev tilbage med Gruppe 1 for at dække tilbagetrækningen. Også de følgende to dage blev den britiske flåde ikke opdaget, da japanerne formodede at de befandt sig sydøst for Ceylon.

## Angrebet på Trincomalee
For at opnå den størst mulige effekt delte admiral Ozawa sin flåde i en nord-, central- og sydgruppe. Alle tre fik ordre til at angribe mål langs den indiske kyst. I løbet af den 6. april lykkedes det japanerne at sænke 19 skibe i kystnære farvande, mens yderligere tre blev beskadiget. Fly fra Ryujo indledte bombardementer af byerne Vizagapatam og Cocanada.
Efter en melding den 8. april om at de japanske hangarskibe igen nærmede sig Ceylon, beordrede admiral Somerville alle skibe som endnu var i Trincomalee til straks at forlade havnen og søge ly mod syd. Resten af den britiske fjernøstflåde ankom allerede til Addu-atollen.
Den 9. april begyndte japanerne deres angreb mod Trincomalee. Derved lykkedes det dem at ødelægge ni forsvarende britiske Hurricane- og Fulmar-jagere i luftkampe. Ni britiske Bristol-Blenheim-bombefly forsøgte at angribe de japanske hangarskibe. Fem af dem blev i den forbindelse skudt ned af Zero-jagere. De japanske hangarskibe fik kun meget små skader som følge af nære britiske forbiere.
Samme dag opdagede japanske rekognosceringsfly de sydgående britiske enheder. Admiral Ozawa lod 80 styrtbombefly lette med en passende jagereskorte for at angribe skibene. Det lille britiske hangarskib HMS Hermes, destroyeren HMAS Vampire, korvetten HMS Hollyhock og to tankskibe blev sænket indenfor forholdsvis kort tid. 

## Efter angrebene
Den japanske flåde trak sig efterfølgende tilbage til Singapore. Ganske vist lykkedes det ikke for japanerne at ødelægge den britiske Østasienflåde, men ved sænkningen af et hangarskib, to krydsere, to destroyere, nogle hjælpekrigsskibe og 112.312 BRT handelsskibe var felttoget i det mindste en lille succes. 
Også de vestligt posterede japanske ubåde kunne notere sig 10 sænkede skibe. 
Briterne trak deres skibe tilbage til Bombay i Indien og Kilindini på den østafrikanske kyst. På britisk side blev aktionen betragtet som en sejr, da en invasion af Ceylon var blevet forhindret. Layton advarede imidlertid sine tropper på øen om at japanerne blot havde trukket sig tilbage for at få nye kræfter og at man måtte frygte et nyt angreb. Det britiske admiralitet frygtede at japanerne planlagde en invasion af Madagaskar som det næste og lod derfor i maj øerne besætte i Operation Ironclad.
Der kom dog ikke noget nyt japansk angreb da vigtige dele af hangarskibsflåden måtte overføres til den forestående Port-Moresby-Operation og da, bl.a. på grund af det amerikanske Doolittle raid, allerede nu planerne om den storstilede operation ved Midway, som skulle ødelægge de amerikanske hangarskibe, tog form. 
| Citat                 | Det farligste moment i krigen, og det som gav mig størst uro, var da den japanske flåde havde kurs mod Ceylon og flådebasen der. Erobringen af Ceylon, den heraf følgende kontrol over det Indiske ocean og den samtidige mulighed for en tysk erobring af Ægypten, ville have sluttet ringen og fremtiden ville have tegnet sort | Citat |
| Sir Winston Churchill | |       |

## Eksterne kilder
- Royal Air Force Campaign Histories – The Battle of Ceylon (engelsk)